# Carmen Leonora
Carmen Leonora Alves Nabuco (Rio de Janeiro, 27 de maio de 1968 – Rio de Janeiro, 1 de julho de 2013) foi uma atriz, cantora, diretora e produtora de teatro brasileira.
Com a Companhia Estável de Humor, Carmen Leonora produziu, de 1990 a 2009, 16 espetáculos de teatro e música, montagens de textos clássicos e óperas, teatro de rua, esquetes, teatro de mamulengo e cartoon. Carmen Leonora ganhou, em reconhecimento pelo seu trabalho, os prêmios Shell de melhor atriz em O Malfeitor (1997); Coca Cola de melhor atriz em Popeye, o Marinheiro (1996); e Coca Cola de melhor cenário em Tartufo, de Molière, juntamente com Eduardo Amir e Fabio Tubenchlak (1993). As suas produções também renderam os prêmios Mambembe de melhor ator a Mario Mendes (Coração Mamulengo, 1998); Shell de cenografia a Lidia Kosovsky (O Malfeitor, 1997); e Coca Cola de figurino a Ney Madeira (Tartufo, 1993). 
Como convidada, trabalhou como atriz e cantora em A Traviata, sambópera de Augusto Boal, em 2002; diretora de núcleo em Sonho de Uma Noite de Verão, de Shakespeare, direção geral de Paulo Reis, em 2001; atriz em A Profissão da Sra. Warren, de George Bernard Shaw, direção de Eric Nielsen, em 1998; e atriz e cantora em A Ópera dos Três Vinténs, de Brecht e Weill, direção de José Renato, 1998; entre outros trabalhos.
Na televisão, fez participações em diversos seriados e novelas da Rede Globo, com destaque às personagens Consuelo em Cama de Gato (2009-2010), e Emilinha em A Favorita (2008-2009).
Sobre Carmen Leonora, o crítico de teatro Lionel Fischer escreveu: “(...) é uma das melhores atrizes da sua geração, possuidora de vastos e diversificados recursos expressivos”.

## Produções de teatro
- Nem Me Fale, a Comédia (2008-2009). Esquetes de humor. Texto, direção e atuação de Carmen Leonora e Mário Mendes. Sesc Tijuca, novembro e dezembro de 2008; Teatro do Leblon, janeiro e fevereiro de 2009[13][14].

- Coração Mamulengo (1998-2007). Musical. Texto de Ariano Suassuna (“Torturas de um Coração”); canções e trilha de Marco Aureh; prólogo e direção de Carmen Leonora. Espaço Cultural dos Correios, 1998; Teatro Laura Alvim, Festival de Teatro de Volta Redonda e Cieps municipais, 1999; Projeto Escola, 2000; Teatro Carlos Werneck, Projeto Paixão de Ler, 2002; Teatro Carlos Werneck e Festival Internacional de Teatro de São José do Rio Preto, 2003; CCBB, Sescs e Projeto Escola, 2007[15][16][17].

- Per Fellini (2005-2006). Roteiro musical de Carmen Leonora; canções de Nino Rota; direção de Márcia do Valle; direção musical de Charles Kahn; direção de movimentos de Mário Mendes. Teatro Café Pequeno e Lonas Culturais do Rio, 2005; Teatro da UFF, Sesc Campos e Teatro do Clube Paulistano, 2006[18].

- Popeye, o Marinheiro (1996-2002). Direção e texto de Carmen Leonora, com Mário Mendes e Marcos França. Teatro Laura Alvim, Cieps municipais, Teatro Dina Sfat e Centro Cultural Gama Filho, 1996; Bibliotecas Municipais e Teatro da UFF, 1997; Teatro Glaucio Gill, 1998; Shoppings e Projeto Escola, 1999 e 2000; Teatro Ziembinski, 2001; Centro Cultural Cataguazes, 2002[19].

- Tartufo (1991-2002), de Molière. Direção e atuação de Carmen Leonora, Eduardo Amir e Fabio Tubenchlak. Mercado São José das Artes, 1991; Jardins do Museu da República, 1992; Teatro do Museu da República, 1993; Jardim do Parque da Cidade, 1999; e Teatro Carlos Werneck, 2002[20][21][22][23][24].

- O Malfeitor (1997-1998). Texto e direção de Rosyane Trotta, inspirado no conto de Anton Tchekov. Atuação de Carmen Leonora e Mario Mendes. Porão da Casa de Cultura Laura Alvim, 1997; Teatro Glaucio Gill e Festival de Teatro de Curitiba, 1998[25][26].

- A Criada Patroa (1994-1995), de G. B. Pergolesi. Ópera cômica. Direção e versão em português de Carmen Leonora, Eduardo Amir e Fabio Tubenchlak. Teatro Villa-Lobos, 1994; e Sesc Diadema, São Paulo, 1995[27][28][29].

- A Verdadeira e Maravilhosa História de Scrooge (1993-1994). Versão teatral do romance “Conto de Natal” de Charles Dickens. Direção e texto de Carmen Leonora. Atuação de Carmen Leonora, Antônio (Totoni) Fragoso, Claudia Paiva e Alexandre Aragão. Teatro do Museu da República, 1993; e Teatro Glauce Rocha, 1994[30][31].

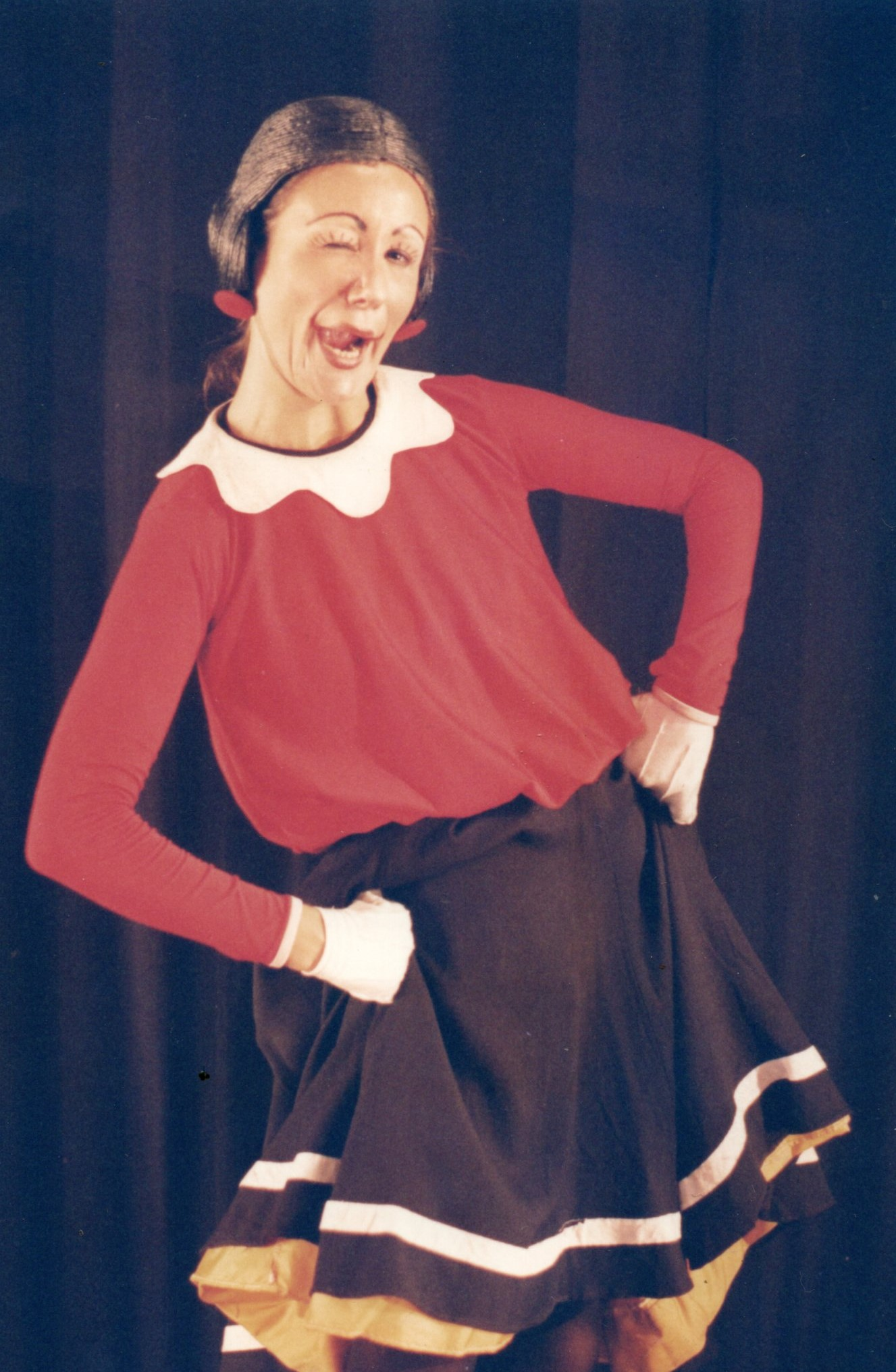
Carmen Leonora como Olívia Palito